# RNF141
RNF141 (англ. Ring finger protein 141) – білок, який кодується однойменним геном, розташованим у людей на 11-й хромосомі. Довжина поліпептидного ланцюга білка становить 230 амінокислот, а молекулярна маса — 25 535.
| 10         |  | 20         |  | 30         |  | 40         |  | 50         |
| ---------- |  | ---------- |  | ---------- |  | ---------- |  | ---------- |
| MGQQISDQTQ |  | LVINKLPEKV |  | AKHVTLVRES |  | GSLTYEEFLG |  | RVAELNDVTA |
| KVASGQEKHL |  | LFEVQPGSDS |  | SAFWKVVVRV |  | VCTKINKSSG |  | IVEASRIMNL |
| YQFIQLYKDI |  | TSQAAGVLAQ |  | SSTSEEPDEN |  | SSSVTSCQAS |  | LWMGRVKQLT |
| DEEECCICMD |  | GRADLILPCA |  | HSFCQKCIDK |  | WSDRHRNCPI |  | CRLQMTGANE |
| SWVVSDAPTE |  | DDMANYILNM |  | ADEAGQPHRP |  |            |  |            |

A: Аланін

C: Цистеїн

D: Аспарагінова кислота

E: Глутамінова кислота

F: Фенілаланін

G: Гліцин

H: Гістидин

I: Ізолейцин

K: Лізин

L: Лейцин

M: Метіонін

N: Аспарагін

P: Пролін

Q: Глутамін

R: Аргінін

S: Серин

T: Треонін

V: Валін

W: Триптофан

Кодований геном білок за функцією належить до ліпопротеїнів. 
Задіяний у такому біологічному процесі, як альтернативний сплайсинг. 
Білок має сайт для зв'язування з іонами металів, іоном цинку. 
Локалізований у мембрані.